# Gabriel Tarde
Jean-Gabriel de Tarde, conocido como Gabriel Tarde (Sarlat-la-Canéda, 12 de marzo de 1843-París, 13 de mayo de 1904), fue un sociólogo, criminólogo y psicólogo social francés. Parte de la escuela sociológica de la criminología, concibió a la sociedad como un producto de la vida social, basada en pequeñas interacciones entre individuos, donde la imitación y la invención eran centrales.

## Biografía
Miembro de una familia aristocrática, Tarde ingresó a los diecisiete años a una escuela politécnica, donde estudió matemáticas.  A  los diecinueve años, comenzó la carrera de Derecho en la Universidad de Toulouse, relatando que «quizá no tanto por vocación personal, por imitación, costumbre, es por lo que, en una época muy triste de mi juventud ingresé a la magistratura».[cita requerida] Tras haber completado sus estudios, cursando un año en París, aceptó ser juez de instrucción en Sarlat, su ciudad natal y alrededores, negándose a aceptar todos los ascensos que le proponían. En un primer punto, por estar junto a su madre, y después, porque —como él mismo confiesa—: «comprendí que era preciso optar entre mi ascenso profesional y mi desenvolvimiento personal por el estudio, mediante el empleo científico de mis numerosos ocios, y mi elección fue obra de poco tiempo».[cita requerida]
Hacia el 1880, Tarde toma contacto con el director de la Revue philosophique de la France et de l'étranger, Théodule Ribot, a quien le envía sus primeros artículos, luego publicados en La criminalité comparée (1886). Se casó en el año 1887 y tuvo dos hijos. En 1893 fue invitado por el ministro de Justicia a preparar un trabajo sobre la organización de la estadística criminal, y en 1894 fue nombrado director de Estadística Criminal del Ministerio de Justicia en París. Una vez instalado en la capital, publicó el grueso de su obra, ocupando en 1899 el sitial de Filosofía Moderna en el Colegio de Francia. En 1900, fue elegido como miembro de la Academia de Ciencias Morales y Políticas, donde pudo dictar por primera vez cátedra, ya que nunca se le permitió entrar a la Universidad, en la que Émile Durkheim era la indiscutible estrella. Llegó a ser director de la revista Archives d'anthropologie criminelle, de criminologie, psychologie normale et pathologique, que había fundado Alexandre Lacassagne en 1895.
Fue también un opositor de la nuova scuola italiana, aunque tuvo buenas relaciones con ellos. Para Tarde, sus ideas criminológicas no eran más que una aplicación particular, singular, de su general punto de vista en sociología; su contacto posterior con los italianos habría de ordenar y afinar muchas de sus ideas. El mismo relata que «cuando publiqué mi primer trabajo criminológico, intitulado La estadística criminal, no había leído aún ni a Cesare Lombroso, ni a Enrico Ferri, ni a Raffaele Garofalo; y todo lo que yo conocía en italiano era un folleto de [Francesco] Poletti. Pero después de este artículo he estado en relaciones frecuentes con los jefes de la Nueva Scuola, si bien conservando la actitud independiente, a pesar de mi amistad con Ferri».[cita requerida]
Tarde escribió, entre otras obras: Las leyes de la imitación (1890), Las transformaciones del derecho (1893), La lógica social (1893), La oposición universal (1897), Las leyes sociales (1898) o Las transformaciones del poder (1899). 
Entre los conceptos que inició estaban la «mente grupal» —retomado y desarrollado por Gustave Le Bon, y a veces propuesto para explicar la llamada psicología de masas— y la psicología económica y opinión pública, donde anticipaba varios desarrollos modernos. Sin embargo, la sociología de Émile Durkheim desplazó por décadas a las propuestas de Tarde, y no fue hasta que investigadores estadounidenses de la escuela de sociología de Chicago y, más recientemente, la teoría del Actor-Red de Bruno Latour, que fueron retomadas sus teorías. Everett Rogers en su libro Diffusion of innovations (Difusión de la Innovación) publicado en 1962 promocionó las «leyes de imitación» de Tarde. Asimismo Pietro Semeraro escribió sobre el sistema penal de Gabriel Tarde.

## Pensamiento

### La sociología

#### La sociedad: vida social e imitatividad
En su sociología criminal, Tarde presenta a la sociedad como «un resultado», un producto de la vida social. Los individuos devendrían semejantes a raíz de la imitatividad, de repetir un ejemplo instalado en la sociedad, en donde lo imitable y lo imitado no es una persona, sino las creencias y deseos que esa persona porta o reproduce, queriéndolo o a pesar suyo, consciente o inconscientemente. De esta forma, la vida social no sería más que una distribución mutante de creencias y deseos, y la sociedad, una «organización de la imitatividad». Sociabilidad, y no sociedad, es la palabra clave en su sociología. Sociabilidad o «imitatividad», porque el modo en que este devenir semejante tiene lugar se vincula a la acción social elemental de repetir un ejemplo.

#### Las interacciones sociales: imitación e invención
Asimismo, nociones centrales eran imitación e invención. Toda forma de hacer, sentir o pensar surge de una invención, que tiene la tendencia a propagarse ilimitadamente en forma de moda y arraigarse localmente en forma de costumbre. La invención se dará cuando los flujos imitativos que atraviesan a un individuo se combinan de un modo imprevisto, dando lugar a una innovación. Si esa diferencia es imitada, la invención será propiamente social, y se propagará en el medio. Sin embargo, no toda innovación será efectivamente imitada. En cada tiempo y lugar, habrá múltiples invenciones que compitan entre sí —y con anteriores invenciones que se propagan ahora como tradiciones—. Nunca una sola invención constituirá el único foco de radiación imitativa existente: habrá otros ejemplos que pueden tanto complementarla como neutralizarla. Así, si la vida social es la intervención y transmisión de creencias y deseos que asumen la forma de corrientes de fe o pasión popular, la sociología no puede ser otra cosa que la cartografía de esos fluidos.

### El delito

#### Fenómeno social y sociológico
Tarde propuso ver en el delito no el patrimonio de un individuo, sino un comportamiento copiado y aprendido, promovido por el entorno cultural en el que el delincuente actúa. Así, aseveró: «Los hombres de genio de una sociedad le pertenecen, pero, también le pertenecen sus criminales».[cita requerida] Los delitos tienen lugar bajo el imperio del ejemplo y, como cualquier otro fenómeno social, se inventan, difunden, copian, ponen de moda y (a veces) arraigan, convirtiéndose en formas de hacer, sentir y pensar más o menos tradicionales. No habría diferencia en esto entre la práctica del robo y el asesinato, y las prácticas de la lengua, la religión, la moral o la industria: todas comienzan como innovaciones y tienden a generalizarse y a echar raíces. En Tarde, cualquier costumbre actual (trabajo, violencia o negociación) fue copiada ayer y comenzó como «un germen exótico traído por un aire social».
La diferencia entre el delincuente y el resto de los individuos remite al modo en que el primero se vincula con la sociedad, siendo esta una diferencia por exceso y no por ausencia. En el delincuente, no hay déficit de socialización ni instintos antisociales: en nadie está tan presente la sociedad como en aquellos que se oponen violentamente a ella. Una especie de sobresocialización trabaja en el delincuente que inventa y en el delincuente que imita. Este exceso no solo se deriva de la particular permeabilidad del individuo en cuestión; también se relaciona con el grado de intensidad afectiva y de convicción con que inviste ciertas premisas comunes, y con el rigor con el que las piensa y las actúa. Así mismo, Tarde sostuvo la idea de que un individuo no puede ser considerado responsable, sino en la medida en que ha interiorizado los mismos modelos sociales vigentes en la colectividad donde se imponen las leyes. Agregó que el hombre se compromete en la criminalidad, más allá de tendencias psicoorgánicas, por los consejos, las sugerencias o las influencias psicosociales: «Todo el mundo es culpable, menos el criminal».
Lejos del positivismo criminológico, Tarde trató el delito como un acto que «el individuo se atribuye sin razón»; remitió sus causas al campo de lo social y puso en cuestión el estatuto mismo de lo individual. Postuló que el individuo es —y no es— el productor de sus delitos. No lo es si se considera al individuo como una entidad constituyente de lo social y causa per se de sus acciones; sí lo es en cuanto lugar de encuentro de flujos imitativos que en él o en ella se articulan (cuando crea delitos nuevos) o se repiten (cuando imita delitos existentes). Lo social no es, entonces, exterior a los individuos imitadores e innovadores.
En síntesis, Gabriel Tarde sostuvo que no hay delitos individuales, aunque hayan sido cometidos por una sola persona. La dificultad, afirmó, no consiste en encontrar crímenes colectivos, sino en descubrir crímenes que no lo sean; es decir, crímenes que no impliquen, en ningún grado, la complicidad del medio.

#### Motivaciones lógicas y extralógicas del delito
Tarde expone dos tipos de causas para la propagación de delitos: lógicas y extralógicas.
De acuerdo con las causas lógicas, habrá propagación delictiva siempre que exista una compatibilidad entre las características del ejemplo criminal y las tendencias y valores vigentes en el medio en que el individuo imitador se encuentra. Puesto frente a dos innovaciones, un individuo imitará aquella que sea más acorde a los principios que ya se encontraban en él o ella en forma de hábitos y costumbres. Si las sociedades modernas se caracterizan por el deseo de riqueza, entonces no habrá de sorprender las periódicas invenciones y propagaciones de nuevos modos de apropiarse del patrimonio ajeno; así, cada sociedad tendrá los delitos y las epidemias delictivas que le corresponden.
Las causas extralógicas seguirían el principio de cascada o de imitación del superior por el inferior. Ante diversas posibilidades, serán imitados los ejemplos provenientes de aquellos focos de irradiación colectivamente considerados superiores. El delito aparece, entonces, como una forma de hacer que promueve ascensos en el rango de quienes la lleven adelante, tanto porque de este modo los iguala simbólicamente a sus superiores sociales, como porque les permite obtener los bienes materiales y simbólicos mejor acreditados socialmente (fama, honor, riqueza, etc.). Una condición extralógica para la propagación se vincula a la distancia psicológica existente entre imitador e imitado; el grado de influencia de un ejemplo será mayor cuanto menor sea la distancia psicológica que se tenga con él. Es decir: para cada individuo, serán prioritarias las influencias presentes en su entorno inmediato, teniendo importancia en las ciudades modernas los medios de comunicación, las corrientes de opinión, los rumores o la conversación en lugares públicos y semipúblicos.

## Influencia

### Teoría del actor-red
La teoría del actor-red (actor–network theory) ha recuperado buena parte del trabajo de Tarde. Una de sus propuestas relevadas es la de considerar las asociaciones o redes como una de las formas básicas de organización del mundo, no solo humano, sino biológico, microfísico y cósmico. La sociología de las asociaciones, en oposición a la sociología de lo social, es la descripción de esas redes y de las lógicas de sus saltos y discontinuidades.

### Lo económico y el valor
Un campo de especial atención es el examen que hace Tarde de lo económico. Dado su énfasis en las creencias y los deseos, su lectura del sentido de las medidas de los valores —sean objetos deseados para el consumo, disfrute estético o veraz— constituye una variante fructífera para estudiar los mercados como dispositivos de cálculo, enfatizando la materialidad de su equipamiento e implementación.
En este sentido, la obra de Tarde permitiría hacer una lectura del presente soslayando las dificultades de los antagonismos individuo sociedad, posibilitando descripciones planas del mundo colectivo y hasta terciando desde la sociología en la disputa entre economistas neoliberales y neomarxistas.
Bruno Latour ha propuesto, usando los desarrollos de Tarde, estudiar la economía como la combinación de los modos de existencia organización (ORG), agregado (ATT) y moral (MOR).

### Tarde en América Latina
La recepción de la obra de Tarde a principios del siglo xx en el continente americano es digna de ser estudiada. En su libro Raízes do Brasil (1936), el historiador Sérgio Buarque de Holanda cita a Tarde; en Chile, Alberto Edwards también lo menciona. A propósito de esta última mención, no es posible soslayar la coincidencia de ambos en trabajos oficiales de producción estadística.

## Obra

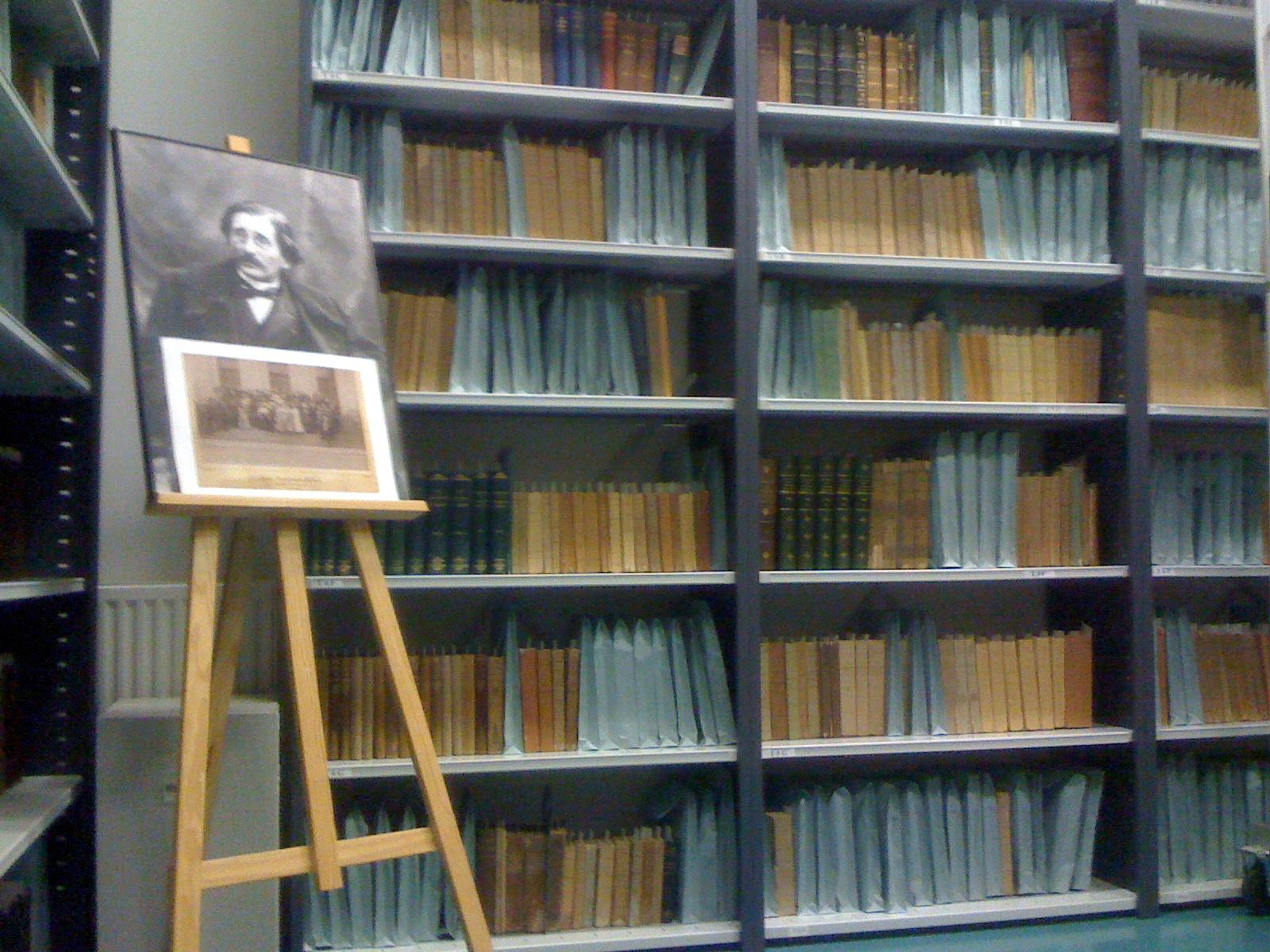
Fondo Gabriel Tarde en ENAP.

- Les lois de L'Imitation estudie sociologique. (1890)
- on comminication ando social influence (1969)
- La opinión y la multitud (1901).
- Monadología y sociología (2006)
- Fragmento de historia futuras (1896)
- Psychologie economique (1902)
- Las leyes de la imitación (1890)
- La logique sociale (1895)
- La criminalité comparée (1886)
- Les transformations du droit: étude sociologique (1893)
- Les transformations du pouvoir (1899)
- Penal philosophy (1890)
- Las leyes sociales (1898)
- Las leyes de la imitación y la sociología (1893)
- Monadología, sociologia e otros ensaios (2008)
- La psychologie criminelle (1887)
- Les traits communs de la nature et de I'histoire. (1882)
- II tipo criminale. Una crítica al delincuente nato, di Cesare Lombroso (1885)
- Biologie et sociologie Reponse au Dr. Bianchi.(1894)
- Fragment d'histoire future. (1896)
- L'opposition universelle. Essai d’une théorie des contraires. (1897)
- Écrits de psychologie sociale. (1898)
- L'opinion et la foule. (1901)

### Traducciones al español
- Las transformaciones del Derecho Traducción, prólogo y notas de Adolfo Posada, Madrid, La España Moderna, ¿1894?.
- Las leyes sociales Traducción de G. Núñez Prado, Barcelona, Casa editorial Sopena, ¿1897?
- El duelo Traductor no signado, Madrid, La España Moderna, ¿1906?
- Las leyes de la imitación: estudio sociológico, Madrid, Daniel Jorro, 1907.
- Creencias, deseos, sociedades. Ensayos para otra sociología, traducción de Andrea Sosa Varrotti, Buenos Aires, Editorial Cactus, 2011. ISBN 978-987-26219-2-6
- Monadología y sociología, traducción de Pablo Ires, Buenos Aires, Editorial Cactus, 2006. ISBN 978-987-21000-6-3